# ロッカーアーム

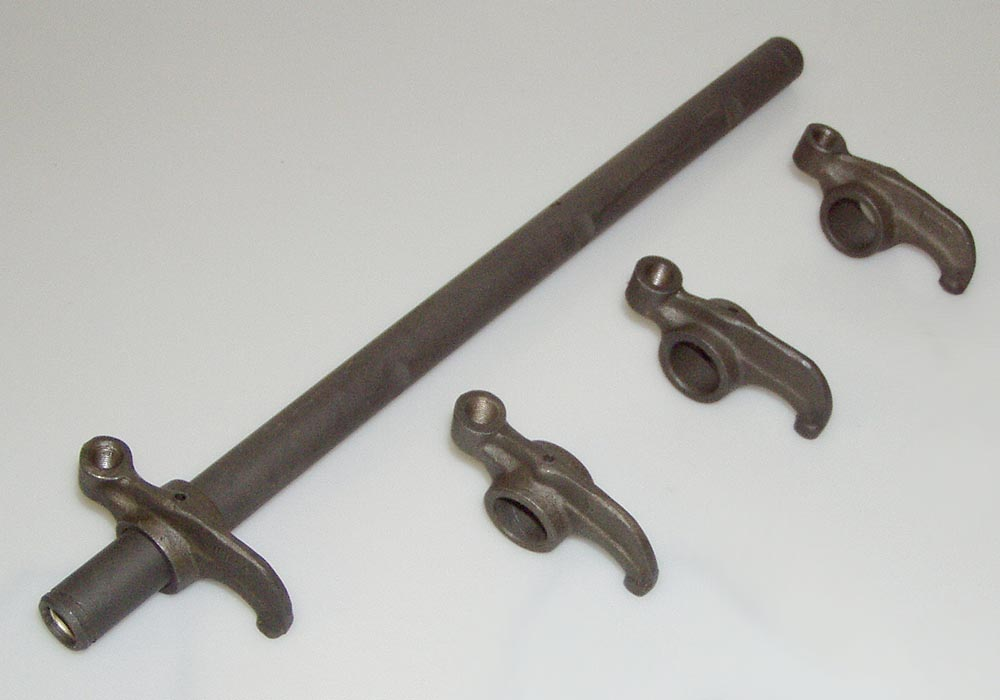
シーソー式ロッカーアームとロッカーシャフト

ロッカーアーム（rocker arm）とは、レシプロエンジンにおける動弁系部品の一つで、カムの力を受けてバルブを作動させる役割を果たすものである。

## 概要
レシプロエンジンの中でも、OHVや、SOHC、DOHCといった動弁形式に用いられている。一般的には、シリンダーヘッド内に取り付けられている。カムシャフトのカム山の外周輪郭に沿って並進運動を生み出し、それをバルブに伝えることでバルブを開ける。バルブを閉じるにはスプリングを利用するが、特殊な例としてはデスモドロミック式エンジンのように、バルブを閉じる役割もロッカーアームで行なう場合がある。
カムからロッカーアームへの伝達は、SOHCのようにカムから直接伝えられる場合と、OHVのようにプッシュロッドを介して伝えられる場合がある。ロッカーアームからバルブへの伝達は、直押しとすることが一般的である。ただしタペットアジャストスクリューやタペットシムあるいはラッシュアジャスター（オイルタペット）といった、バルブクリアランスを適正にするための機構がこれらの伝達経路の途中に挿入される。
ロッカーアームは硬く靭性の大きな鋼の鍛造品で造られる場合が多い。更にカムやバルブとの接触面には、耐摩耗性に優れた特殊合金が接合されたり、窒化クロム等の硬質のめっき処理が施されるなど、耐摩耗性向上や摺動抵抗低減を図られることが多い。中には、更なる耐摩耗性向上や摺動抵抗低減を狙って、接触面にころ軸受などの軸受を採用するものもある。

### 利点と欠点
シリンダーヘッドに固定される部分が支点、カムからの入力を受ける部分が力点、バルブを押し付ける部分が作用点となり、てこの原理で作動する。これら3つの位置の設定によりてこ比を変更し、カム山高さに倍率をかけて、バルブのリフト量を大きくできるところがロッカーアームの最大の利点である。このてこ比は一般的にロッカーアームレシオと呼ばれ、支点から接点までの距離を1として、1.4レシオ、1.6レシオなどと言った形で表記される。
その他の利点としては、作用点が二股となったロッカーアームを用いることで、1つのカムで2つのバルブを作動させたり、斜めあるいはクランク状のロッカーアームを用いることで、カムとバルブの位置関係をオフセットさせたりもできる。また、バルブスプリングの反力をカムが直接受ける直打式と違い、ロッカーアームによるてこを介した方が、カムシャフトの回転抵抗が少なくなるという利点もある。
欠点としては、ロッカーアームの慣性質量により、高回転域でのカムへの追従性が悪くなると言われている。実際には、てこの原理で直打式より小さな力でバルブを動かせるロッカーアーム式の方が動弁系を軽くできる場合もあり、この点では必ずしも直打式のほうが優れているとは言えない。
また直打式ではリフト量はバルブリフター径の制約を受け、リフト量に応じたリフター径が必要となる。このためハイリフトになるほど大きなリフター径が必要となり、結果的にリフター径の拡大による慣性質量の増加、摺動面拡大による抵抗増を招く。一方で、ロッカーアームではリフターは存在しないため、リフト量とロッカーアームの設計次第で直打式よりも慣性質量を低減する事もできる。実際にハイリフトと共に慣性質量の低減が必要となるF1カーや高回転・高出力の市販車などでは、直打式ではなくスイングアーム式ロッカーアーム(フィンガーフォロワー)を用いるケースがある。このケースではカムシャフトはバルブの軸線上に位置し、力点と作用点はほぼ同位置のレバー比がほぼ1となるなど直打式と類似したレイアウトとなる。しかし高回転エンジンでは慣性質量増を招くローラーフォロワーは好まれないためスリッパー式が選ばれる事が多く、さらなる軽量化のためロッカーアームの小型化が要求され摺動面積も制限される。これにハイリフトおよび高レートなバルブスプリングからの高荷重が加わることで摺動面は厳しい摩擦と高い面圧に晒されるため、ロッカーアームの摺動面には高い耐摩耗性と耐ピッチング性が要求される。
さらにラッシュアジャスター機構を採用した場合、直打式では上下動するリフター内に機構を内蔵する事となり慣性質量の増加を招くが、スイングアーム式では可動しない支点部位にピボットを置くため慣性質量の点では有利となる。しかし、ピボットによるロッカーアームの保持は剛性の不足、高回転でのロッカーアームの脱落が起きやすい事もあり、必ずしも高回転で有利というわけでもない。この関係から高回転化する場合、ラッシュアジャスターから固定ピボットに置き換えるケースもある。
また、ロッカーアームは硬い金属製とはいえ、バルブが叩く際の衝撃でわずかにたわむために、高回転域ではこのたわみが問題になる場合もあると言われる。しかしこれも、OHVのプッシュロッドのたわみに比べれば小さく、相対的には大きな問題とは言えず、特に力点と作用点が近いスイングアーム式では無視できる範囲である。
その他の欠点としては、シーソー式ではロッカーアームの長さを確保するためにバルブ挟み角が大きくなりやすく、結果として燃焼室や吸排気ポートの形状に制約が掛かり、エンジンの高効率化がしにくいという面がある。
逆にDOHCのスイングアーム式では直打式よりも狭角化を行いやすいため、直打式からロッカーアームに変更する事で狭角化を行うエンジンもある。
また、スリッパー式ロッカーアームでのカムの潤滑は直打式よりも不利とされる。これはスリッパー式ロッカーアームでは摺動面が純すべり接触であり接触面も限定されるのに対し、直打式ではカムとバルブ軸をオフセットすることでリフタ(シム)が回転し転がり接触成分が発生、リフタの接触面も限定されないなどの理由がある。しかし後述のローラーロッカーアームにおいては転がり接触が主体となるため直打式よりも潤滑は有利となる。このため近年はローラーロッカーアームの採用が増えている。
ラッシュアジャスターを用いない場合、タペットクリアランスの調整が必要となる場合があるが、シム調整式以外のロッカーアームの場合アジャストスクリューによって簡単に調整できるという利点がある。直打式の場合、シムもしくはリフターの厚みで調整する必要があり、その分だけのシムもしくはリフターが必要となる。カムとの摺動面に配されるアウターシムのリフターであれば特殊工具等によりカムシャフトを脱着せずにシム交換をすることも可能であるが、バルブと接するリフター内部に配されるインナーシムやシムを無くしリフターそのものの厚みで調整するシムレスリフターの場合はカムシャフトの取り外しが必要となるため、調整作業における手間は格段に増える。
カムプロフィールの自由度という点では、カムとの接触面が平面となる直打式では対応が困難な凹カムに対しても摺動面が一定の凸曲面もしくはローラーであるロッカーアームであれば対応できるため有利といえる。

## 方式の違い
ロッカーアームはその形状により「シーソー式」と「スイングアーム式」の二種類に大別できる。

### シーソー式
支点が中間にあり、その両端に力点と作用点があるものを「シーソー式」と呼ぶ。基本原理は第1種てこであり、カムから入力された力は、支点に対してほぼ点対称の方向へ出力される。この方式ではてこ比を大きく設定しやすいために、バルブリフト量の増加の効果が高いのも利点であるが、後述するスイングアーム式よりも全長が長くなることが多いので、たわみが発生しやすい。この方式は、OHVのほぼすべてとSOHCの多くで採用され、通常ロッカーアームといえばこちらを指すことが多い。
OHCの場合にはシーソーのカムシャフト側にカム山との接触面（スリッパー）が設けられ、バルブ側に調整タペットが設置される場合が多い。OHVの場合にはプッシュロッドがカム山との接触と調整タペットの両方の機能を持つ為、シーソーのプッシュロッド側にはロッドを受け止める凹面が設けられ、バルブ側にスリッパーのみが設けられる場合が多い。

### スイングアーム式
支点が一方の端にあり、力点が中間に、もう一方の端が作用点となるものを「スイングアーム式」と呼ぶ。基本原理は第2種てこあるいは第3種てこであり、カムから入力された力はほぼ同じ方向へ出力される。この方式はてこ比をシーソー式ほど大きく設定しにくいために、バルブリフト量の増加の効果は低いが、そのぶんロッカーアームのたわみ量も少なくできる。スイングアーム式ロッカーアームは、SOHCの一部と、DOHCの一部で採用される。構造上、直打式よりもヘッドカバーがやや高くなり、同等のバルブ挟み角を確保する場合はヘッド幅が大きくなる。

## 摩擦抵抗
ロッカーアームはその機械要素上、接触面や支点に大きな摩擦抵抗が発生しやすい。これを解決する為に通常は各接触面にエンジンオイルを供給するオイル経路が設けられる事が多いが、更なる抵抗軽減策としてローラーロッカー(en:Roller rocker)構造が採用される。

### ローラーロッカー
ローラーロッカーは、力点にニードルローラーベアリングを内蔵したローラーを備えたもので、機械要素としてのカムフォロア(en:Cam follower)の概念を導入したものである。ローラーがカムとロッカーアームの間で回転することで摩擦抵抗を低減し、よりスムーズな動作を実現する。ローラーロッカーアームに対して、通常のロッカーアームはスリッパー式と呼称されることが多い。シーソー式、スイングアーム式の双方にこの方式が存在する。
カムシャフトを回転させるための損失は、バルブスプリングが硬くなる程大きくなる。高回転エンジンになるほど、カムへの追従性を上げるためにバルブスプリングに硬めの物を選択せざるを得なくなるので、このような形式の物が登場した。OHCの場合にはアームのカムシャフト側接触面にのみローラーを備えるが、OHVの場合にはプッシュロッドのカムシャフト側先端にローラーを設けた上で、ロッカーアームのバルブ側接触面にもローラーを設けた構成を採用する場合も多い。両者とも高性能なものになると、ロッカーアームの支点にもベアリングを内蔵している物もある。
メリットとしては直打式やスリッパー式が滑り摩擦なのに対して、ローラー式では転がり摩擦が主体となるためフリクションや摩耗を低減する事ができる。
特に境界摩擦が支配的となる低回転域ではその恩恵は大きい。近年では低粘度な省燃費オイルの使用が多くなってきているが、低粘度なほど境界摩擦は増えるためローラー式のメリットはさらに大きくなっている。
現段階では低粘度オイルの規格上のHTHS粘度は2.6cP以上となっているがこれを下回ると滑り摩擦条件下では摩擦と摩耗が増大するとされている。今後さらにオイルが低粘度化された場合、ローラーロッカーアームはさらに重要になってくるものと思われる。
欠点としては、ローラーが付加される分、アームの慣性重量がスリッパー式よりも増大しがちな点や、ローラーのベアリングが摩耗するためスリッパー式よりも耐久性に劣る点などが挙げられる。ローラーの材質によってはカム山への攻撃性も高まる場合がある。また、ローラーを採用する事でカム山との接触面の曲率がスリッパー式から変化する事が多い為、同じバルブタイミングでも異なる形状のカム山が必要となる場合も多い。このような理由から、ローラーロッカーアームを採用する場合、ローラーカムと呼ばれる専用のカムシャフトと組み合わせることが一般的である。
現在では省燃費・高回転を謳うエンジンの多くに採用されている技術だが、海外ではフォードV8やハーレーダビッドソン、ミニクーパーなどのOHVエンジン向けのアフターパーツとして販売されていることも多い。アフターパーツのローラーロッカーアームは、アーム重量を少しでも減らすためにアルミ合金などの軽量な材質を使用していることもあり、OHVエンジンを高回転・高出力型にチューニングする際には欠かせないパーツの一つともなっている。
以前までの国産車では小排気量車が多くコスト等の制約があったこともありローラーフォロワーを採用する車両は海外に比べあまり多くはなかったが、現在では多く車両で採用され主流に近いものとなっている。同じエンジン型式であっても途中から燃費向上などの為に直打式やスリッパー式からローラー式に変更されたケースもある。

## ロッカーアームレシオ

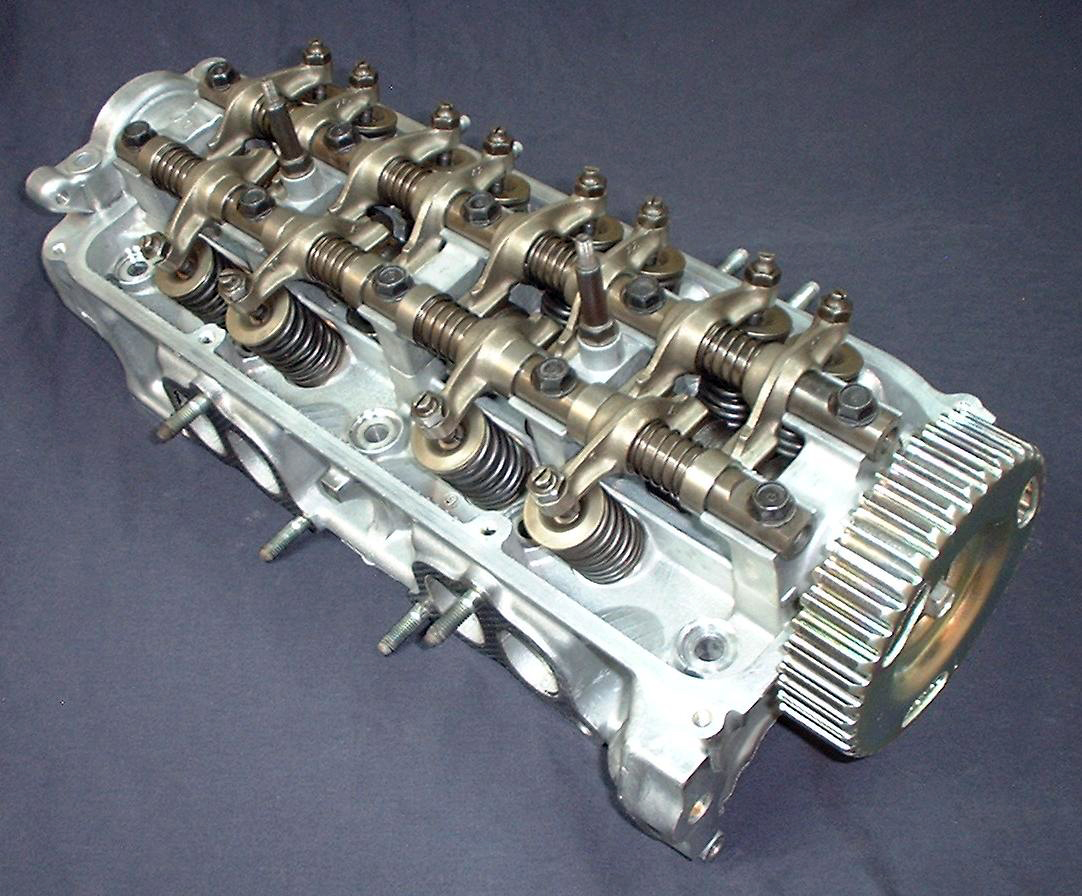
ホンダD15A型4気筒SOHC12Vエンジンのシリンダーヘッド。このようなクロスフロー配置の場合、単純にレシオのみ変化させるとバルブオーバーラップに悪影響を及ぼす。

ロッカーアームレシオ（以下、レシオ）とは、ロッカーアームの支点・力点・作用点間の長さの比率（てこ比・レバー比）で、ロッカーアーム比とも呼ばれる。「1:1.4」などの数値で表され、ごく一般的には1:1.5や1:1.6などに比率が大きくなるほど、同じ大きさのカム山でのバルブリフトが増大する。
しかし、レシオの数値算出方法は比率の基準となる1の数値をアームのどの場所の長さとするかによって、同じ数値のレシオでもアームの形状が大きく変化する。大きく分けてロッカーアームのカム山側を基準とする場合と、バルブ側を基準とする場合があり、それによってレシオを増大させた場合のバルブトレーンの動作の変化に違いが生じる。
レシオの1の基準をカム山側としている場合には、レシオが大きくなるほどバルブ側の腕の長さが長くなっていく。このタイプの場合にはレシオをいくら変更してもカム山側の腕の長さが変わらないため、アーム変更に伴いカムシャフトを交換する必要がないメリットがあるが、バルブとタペットの直接の位置関係がずれてしまうために、ヘッドの加工やバルブステムの長さ変更なしに極端に大きなレシオの変更は行えない。設計段階からレシオの極端な増大を前提とする場合にはバルブ挟み角の増大が不可避となる場合もある。
レシオの1の基準をバルブ側としている場合には、レシオが大きくなるほどカム山側の腕の長さが短くなっていく。カムシャフトとの同時交換かバルブタイミングの微調整のみでヘッド側を大きく変更することなくアーム比をある程度自在に変更することができる為、現在のエンジンの設計変更においてはこの手法が主であるが、カムシャフトはそのままで単純にアームのみを高レシオのものに交換した場合には、バルブリフトは増大するが、バルブタイミングがそのカム全体で一定の角度ずれる傾向を示すことにもなる。
このバルブタイミングのずれはカムシャフトの回転方向とバルブの位置関係により相対的に変化する。例えば、時計回りに回転するカムシャフトの右側に吸気バルブ、左側に排気バルブが配置されるクロスフロー燃焼室のSOHCの場合、レシオのみを大きくすることでカムシャフトに対して右側の吸気バルブは早く開いて早く閉じ、左側の排気バルブは遅く開いて遅く閉じる傾向を示す。つまり、バルブオーバーラップが減少することになる。

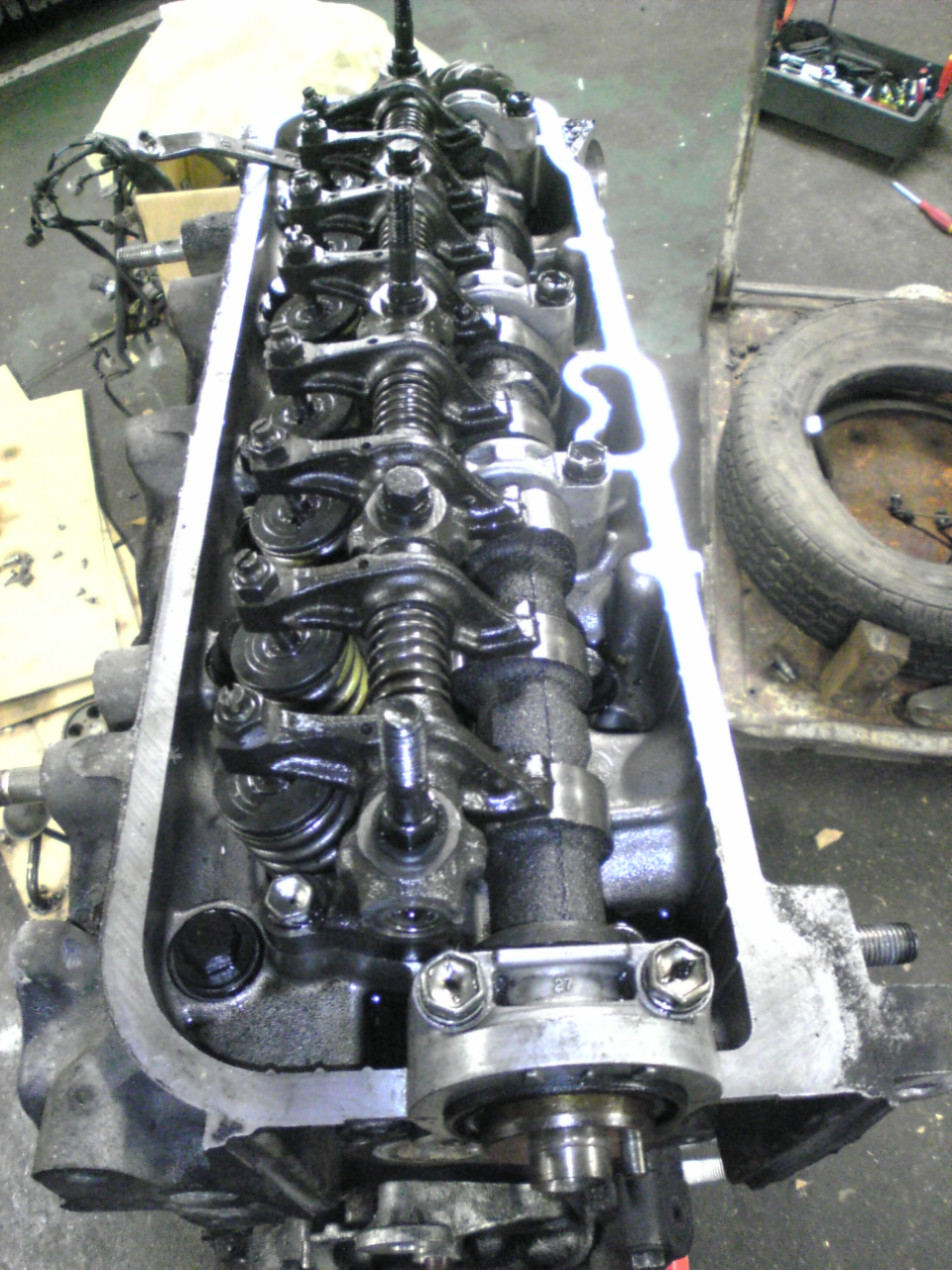
トヨタ・3A-U型エンジン。ロッカーアームが全て左側に寄っているため、レシオを変更してもバルブオーバーラップ自体には影響が出ない。

吸排気両方のロッカーアームがカムシャフトに対して左右片側に集中して配置されることの多いターンフロー燃焼室のOHVやSOHCの場合には、吸排気両方のバルブタイミングが一定量早まるか遅まるのみで済むため、ダイヤルゲージでの測定に基づく調整式カムスプロケットでの再調整のみで対応が可能であり、ロッカーアーム式DOHCの場合も吸排気のバルブタイミングを独立調整できるために、カムシャフトを変更することなく対応することが可能であるが、クロスフロー燃焼室のOHV(クライスラー・ヘミエンジンなど)やSOHCの場合にはバルブタイミングとバルブオーバーラップをアーム変更前に合わせるためには、原則としてハイカムを始めとする高レシオアームに対応したカムプロフィールを持つカムシャフトへの交換が必須となる。